# Neumannova črta
Neumannova črta ali Neumannov trak je navidezna črta iz skupine vzporednih črt, ki jih vidimo na spoliranem preseku mnogih kovinskih meteoritov, ki spadajo v skupino heksaedritov. Nahajajo se samo v delih s kamacitom (kamacitna faza). Vidimo jih lahko samo na spolirani površini, ki smo jo obdelali (jedkanje) s kislino. Črte kažejo na to, da je kristal kamacita doživel udarec nebesnega telesa na starševskem telesu.

Črte imajo ime po Franzu Ernestu Neumannu (1798 – 1895), ki jih je odkril leta 1848.